# August Kopff
August Kopff (5 febbraio 1882 – 25 aprile 1960) è stato un astronomo tedesco che ha scoperto numerose comete e asteroidi.
Tra le comete scoperte da Kopff, quelle degne di nota sono la cometa periodica 22P/Kopff e la
non periodica C/1906 E1. Ha scoperto, inoltre, 68 asteroidi tra cui gli asteroidi troiani 617 Patroclus e 624 Hektor.
È autore della terza versione del catalogo stellare Dritter Fundamental-Katalog (FK3), pubblicato nel 1937, derivato da un precedente catalogo di Arthur von Auwers e divenuto la base di tutte le effemeridi.
Sono stati intitolati al suo nome il cratere Kopff sulla Luna e l'asteroide 1631 Kopff.
Fu socio straniero dell'Accademia nazionale dei Lincei dal 1957.
| Asteroidi scoperti: 68                 | Asteroidi scoperti: 68 |
| -------------------------------------- | ---------------------- |
| 542 Susanna [1]                        | 15 agosto 1904         |
| 579 Sidonia                            | 3 novembre 1905        |
| 582 Olympia                            | 23 gennaio 1906        |
| 584 Semiramis                          | 15 gennaio 1906        |
| 585 Bilkis                             | 16 febbraio 1906       |
| 589 Croatia                            | 3 marzo 1906           |
| 591 Irmgard                            | 14 marzo 1906          |
| 593 Titania                            | 20 marzo 1906          |
| 595 Polyxena                           | 27 marzo 1906          |
| 596 Scheila                            | 21 febbraio 1906       |
| 606 Brangäne                           | 18 settembre 1906      |
| 607 Jenny                              | 18 settembre 1906      |
| 608 Adolfine                           | 18 settembre 1906      |
| 612 Veronika                           | 8 ottobre 1906         |
| 613 Ginevra                            | 11 ottobre 1906        |
| 614 Pia                                | 11 ottobre 1906        |
| 615 Roswitha                           | 11 ottobre 1906        |
| 616 Elly                               | 17 ottobre 1906        |
| 617 Patroclus                          | 17 ottobre 1906        |
| 619 Triberga                           | 22 ottobre 1906        |
| 621 Werdandi                           | 11 novembre 1906       |
| 624 Hektor                             | 10 febbraio 1907       |
| 625 Xenia                              | 11 febbraio 1907       |
| 626 Notburga                           | 11 febbraio 1907       |
| 627 Charis                             | 4 marzo 1907           |
| 628 Christine                          | 7 marzo 1907           |
| 629 Bernardina                         | 7 marzo 1907           |
| 630 Euphemia                           | 7 marzo 1907           |
| 631 Philippina                         | 21 marzo 1907          |
| 632 Pyrrha                             | 5 aprile 1907          |
| 633 Zelima                             | 12 maggio 1907         |
| 634 Ute                                | 12 maggio 1907         |
| 640 Brambilla                          | 29 agosto 1907         |
| 643 Scheherezade                       | 8 settembre 1907       |
| 644 Cosima                             | 7 settembre 1907       |
| 646 Kastalia                           | 11 settembre 1907      |
| 647 Adelgunde                          | 11 settembre 1907      |
| 648 Pippa                              | 11 settembre 1907      |
| 649 Josefa                             | 11 settembre 1907      |
| 650 Amalasuntha                        | 4 ottobre 1907         |
| 651 Antikleia                          | 4 ottobre 1907         |
| 654 Zelinda                            | 4 gennaio 1908         |
| 656 Beagle                             | 22 gennaio 1908        |
| 657 Gunlöd                             | 23 gennaio 1908        |
| 658 Asteria                            | 23 gennaio 1908        |
| 663 Gerlinde                           | 24 giugno 1908         |
| 664 Judith                             | 24 giugno 1908         |
| 666 Desdemona                          | 23 luglio 1908         |
| 667 Denise                             | 23 luglio 1908         |
| 668 Dora                               | 27 luglio 1908         |
| 669 Kypria                             | 20 agosto 1908         |
| 670 Ottegebe                           | 20 agosto 1908         |
| 672 Astarte                            | 21 settembre 1908      |
| 677 Aaltje                             | 18 gennaio 1909        |
| 679 Pax                                | 28 gennaio 1909        |
| 680 Genoveva                           | 22 aprile 1909         |
| 681 Gorgo                              | 13 maggio 1909         |
| 682 Hagar                              | 17 giugno 1909         |
| 684 Hildburg                           | 8 agosto 1909          |
| 686 Gersuind                           | 15 agosto 1909         |
| 692 Hippodamia [2]                     | 5 novembre 1901        |
| 693 Zerbinetta                         | 21 settembre 1909      |
| 754 Malabar                            | 22 agosto 1906         |
| 1780 Kippes                            | 12 settembre 1906      |
| 1781 Van Biesbroeck                    | 17 ottobre 1906        |
| 3105 Stumpff                           | 8 agosto 1907          |
| 3133 Sendai                            | 4 ottobre 1907         |
| 3687 Dzus                              | 7 ottobre 1908         |
| - [1] con Paul Götz - [2] con Max Wolf |                        |